# Acronicta isocuspis
Acronicta isocuspis là một loài bướm đêm trong họ Noctuidae.